# W.G. Fay's Irish National Dramatic Company
W. G. Fay's Irish National Dramatic Company er navnet på en teatergruppe, grundlagt 1890 i Dublin, Irland af brøderne William Fay og Frank Fay. Det regnes for et forgangsprojekt for Abbey Theatre, der senere blev til Irlands nationalteater og havde som formål at udvikle irsk skuespiltalent.
| Kunst og kultur | Spire Denne artikel om scenekunst og teater er en spire som bør udbygges. Du er velkommen til at hjælpe Wikipedia ved at udvide den. |